# 印度尼西亞聯邦共和國
印度尼西亚联邦共和国（缩写为RIS），又称印度尼西亚合众国，是1949年12月27日成立的联邦制国家。1949年，荷兰通过圆桌会议协定自荷属东印度正式移交主权于联邦，结束了印尼民族主义者和荷兰人争夺印度尼西亚控制权引发的四年冲突。1949年，联邦宪法正式生效。不到一年，联邦共和国由印度尼西亚共和国取代。

## 組成實體
印度尼西亞聯邦共和國由16個主要實體組成：包含7個成員国（Negara bagian）、9個自治區（Daerah otonom）。除了16個主要實體，另有1個聯邦區（Distrik federal）和3個特別自治區（Daerah swapraja）。各組成實體如下，括號內為組成實體的首府。

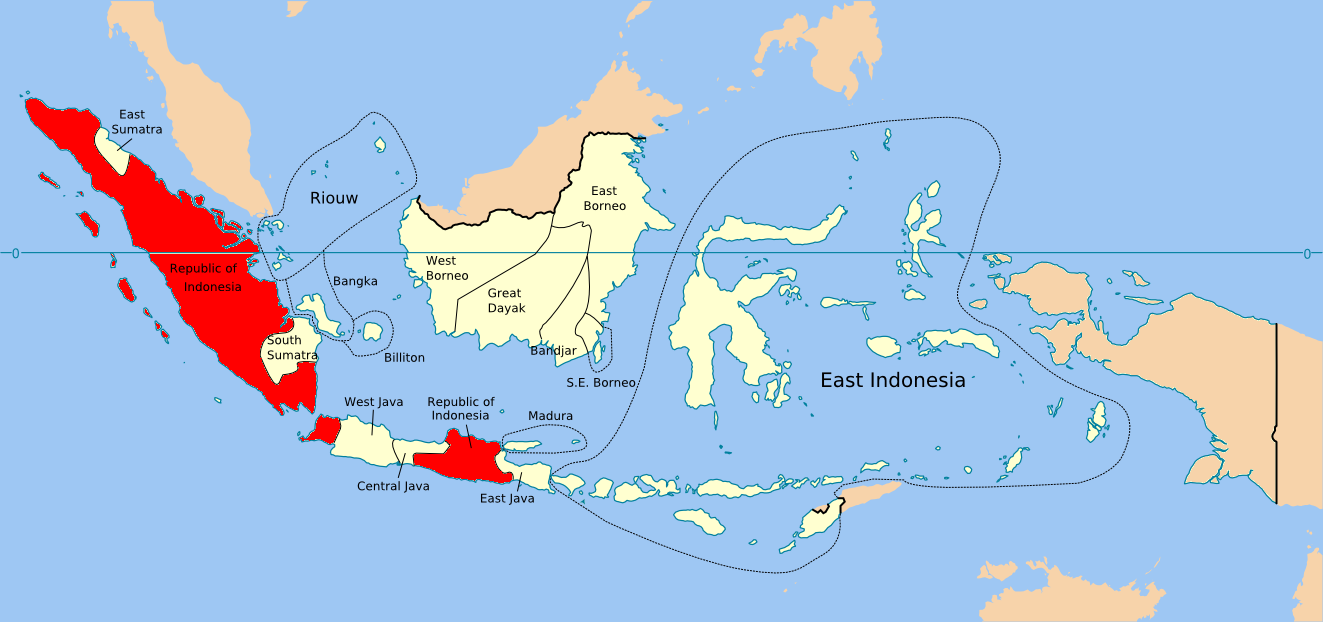
印度尼西亞聯邦共和國地圖，印度尼西亞共和国在圖中以紅色表示。

### 成員国
- 印度尼西亞共和国（日惹）
- 东印度尼西亚国（望加錫）
- 巴巽丹国（萬隆）
- 东爪哇国（泗水）
- 马都拉国（巴米加三（英语：Pamekasan））
- 东苏门答腊国（棉蘭）
- 南苏门答腊国（巨港）

### 自治區
- 中爪哇區（三寶壟）
- 西加里曼丹特別區（坤甸）
- 大達雅克區（英语：Great Dayak）（馬辰）
- 班賈爾區（英语：Banjar Region）（馬辰）
- 東南加里曼丹聯邦（英语：Southeast Borneo Federation）（哥打巴魯）
- 東加里曼丹區（英语：East Borneo Region）（沙馬林達）
- 邦加區（双溪利亚）
- 勿里洞區
- 廖內區

### 聯邦區
- 雅加達聯邦區

### 特別自治區
- 哥答瓦林因
- 巴東及周边
- 沙璜

### 引用
1. ↑  Frederick, William H.; Worden, Robert L . (编), , Washington: Library of Congress, 1993  [2015-11-03], （原始内容存档于2011-05-14）.